# The Rock (kim cương)
The Rock là viên kim cương trắng lớn nhất thế giới từng được đấu giá. The Rock là một viên kim cương hình quả lê 228,31 cara gần như không màu được khai thác ở Nam Phi năm 2000. Viên kim cương được mô tả là lớn hơn một quả bóng golf, và được bán đấu giá vào năm 2022 với giá 21,9 triệu đô la.

## Chi tiết
The Rock là một viên kim cương trắng 228,31 carat đã được phân loại bởi Viện Đá quý Hoa Kỳ. Kim cương có màu G, độ trong VS1. Màu sắc của kim cương trắng có thể dao động từ D đến Z: Màu D là cấp cao nhất của kim cương trắng, là loại hiếm nhất và đắt nhất. Đá có màu G là cấp độ trắng nhất thứ tư của kim cương trắng. Là loại cao nhất trong dải màu gần như không màu và chỉ những người chuyên nghiệp mới có thể nhìn thấy một chút màu sắc trong viên kim cương màu G. Viên kim cương này nặng 61,3 gam (2,16 oz) (2,2 ounce) và có kích thước 5,4 xentimét (2,1 in) x 3,1 xentimét (1,2 in). Nó được mô tả là "lớn hơn một quả bóng golf".

## Lịch sử
The Rock được khai thác và đánh bóng ở Nam Phi năm 2000. Nó được cắt theo hình quả lê đối xứng. Viên kim cương đã được trưng bày ở Dubai, Đài Bắc và Thành phố New York trước khi đến nhà Christie's ở Geneva để đấu giá ngày 11 tháng 5 năm 2022.
Ngày 11 tháng 5 năm 2022 Christie's Geneva đã bán đấu giá viên kim cương với giá 21,9 triệu đô la. The Rock là viên kim cương trắng lớn nhất từng được bán đấu giá. Trước đây, viên kim cương trắng lớn nhất 163,41 cara từng được bán với mức giá 33,7 triệu đô la.
Chủ sở hữu đến từ Bắc Mỹ và được giấu tên. Tờ New York Post mô tả những người bán hàng là một gia đình sưu tập đồ trang sức, những người đã chế tác viên kim cương thành một chiếc vòng cổ tại Cartier. Người mua viên kim cương tại Christie's Geneva là một nhà sưu tập tư nhân giấu tên.